# Mecodema fulgidum
Mecodema fulgidum es una especie de escarabajo del género Mecodema, familia Carabidae. Fue descrita científicamente por Broun en 1881.
Esta especie se encuentra en Nueva Zelanda.